# 美杜姆

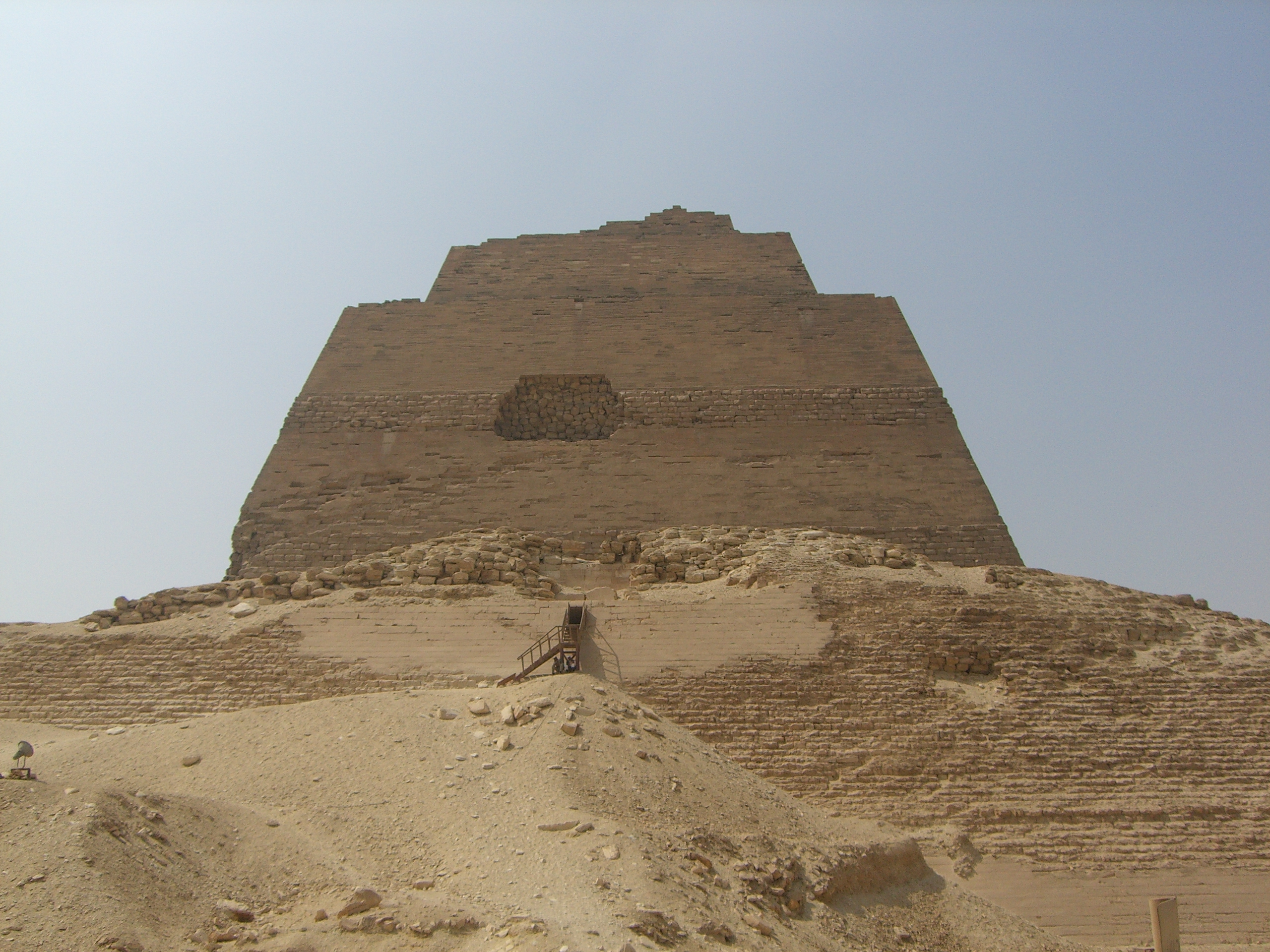
阶梯金字塔

美杜姆（英語：Meidum） 古埃及遗址，位于尼罗河西岸的贝尼苏韦夫省，距离孟斐斯较近。这里有古王国时期（约公元前2575年—约公元前2130年）的陵墓建筑群，包括金字塔、一座陵庙和一条通往尼罗河的斜坡堤道。其阶梯金字塔经过修改，成为真金字塔。